# 92578 Benecchi
92578 Benecchi este un asteroid din centura principală de asteroizi.

## Descriere
92578 Benecchi este un asteroid din centura principală de asteroizi. A fost descoperit pe 30 iulie 2000 la Cerro Tololo de Susan D. Kern. Asteroidul prezintă o orbită caracterizată de o semiaxă mare de 2,40 ua, o excentricitate de 0,21 și o înclinație de 2,5° în raport cu ecliptica.